# Приходько, Екатерина Петровна
Екатерина Петровна Приходько (19 апреля 1924 — 21 января 2006) — передовик советского железнодорожного транспорта, бригадир монтёров пути строительно-монтажного поезда № 314 треста «Кандалакштрансстрой» Министерства транспортного строительства СССР, город Кандалакша Мурманской области, Герой Социалистического Труда (1971).

## Биография
Родилась в 1924 году в селе Спасское, ныне Сосницкого района Черниговской области, в украинской семье. 
В 15 лет трудоустроилась в местный колхоз. В 1939 году прошла обучение на курсах воспитателя детского сада. Стала работать по специальности в родном селе. 
В 1957 году переехала на Кольский полуостров в город Кандалакшу. Сначала работала путевой рабочей, позже ей доверили возглавить бригаду монтёров пути строительно-монтажного поезда № 314 треста «Кандалакштрансстрой». В её бригаде работало 18 женщин, занимались укладкой новых путей. 
По итогам седьмой пятилетки награждена Орденом Знак Почёта. 
Указом Президиума Верховного Совета СССР от 7 мая 1971 года за особые заслуги и высокие производственные достижения в организации железнодорожного сообщения Екатерине Петровне Приходько было присвоено звание Героя Социалистического Труда с вручением ордена Ленина и медали «Серп и Молот».
Проживала в городе Кандалакше. В 1980 году вышла на заслуженный отдых и уехала на малую родину в город Чернигов. 
Умерла 21 января 2006 года.

## Награды
За трудовые успехи была удостоена:
- золотая звезда «Серп и Молот» (07.05.1971)
- орден Ленина (07.05.1971)
- Орден Знак Почёта (28.07.1966)
- другие медали.